# 胶东女子中学
胶东女子中学，1941年1月2日成立于中华民国山东省牟平县的一所女子中学，1942年9月并入胶东公学。

## 历史
1941年1月2日，胶东女子中学在山东省牟平县成立，胶东区抗日救国联合会主任王大兼任校长。第一批共招收学员80人，有教职工10余人。1942年9月，该校并入胶东公学。该校办学的一年多时间里共培养学员200余人，毕业后大部分分配到各地从事妇女工作，少数在中共武装中从事宣传工作，她们很多都成为了胶东抗日根据地的妇女干部。

## 课程
学校主要开设有政治、军事、语文、算术、历史、地理、音乐、生理卫生等课程。

## 办学方式
该学校受战争环境限制，并无固定校址，采取流动上课的方式办学。同时注重学生实际能力培养，常组织学生开展宣传动员和参加生产劳动。